# Helmut Podlich
Helmut Karl Theodor Podlich (* 7. Juni 1903 in (Dresden-)Strehlen; † nicht ermittelt) war ein deutscher Verwaltungsjurist und sächsischer Staatsbeamter. Er war einer der beiden Mitgründer des Nationalsozialistischen Deutschen Studentenbunds.

## Leben und Wirken
Nach dem Schulbesuch in Werdau studierte er Rechtswissenschaft an der Ludwig-Maximilians-Universität München. Dort gründete er 1926 mit Wilhelm Tempel den Nationalsozialistischen Deutschen Studentenbund. Bis 1927 war Podlich Kassenwart des Studentenbunds, dessen Reichsleitung Tempel übernommen hatte.
Podlich ging zurück in den Freistaat Sachsen, wo er bis zum Oberregierungsrat im sächsischen Ministerium für Wirtschaft und Arbeit aufstieg. Er war Mitglied zahlreicher Aufsichtsräte, darunter die Gewerkschaft Schneeberger Bergbau in Schneeberg und die Gewerkschaft Vereinigt Feld im Fastenberge in Johanngeorgenstadt, die beide 1944 in die neu gegründete Sachsenerz Bergwerks-AG eingegliedert wurden.